# Bluebell
Bluebell – jednostka osadnicza w Stanach Zjednoczonych, w stanie Utah, w hrabstwie Duchesne.